# Soyuz 1
La Soyuz 1 (en ruso: Союз 1, Unión 1) fue el primer vuelo tripulado de una nueva serie de naves espaciales de la Unión Soviética. Lanzada el 23 de abril de 1967 con un único tripulante, el coronel Vladímir Mijáilovich Komarov, que murió cuando la nave se estrelló en su regreso a la Tierra. Se trató del primer accidente mortal en vuelo de la historia de los vuelos espaciales.

## Vuelos de prueba
Al igual que en los programas previos Vostok y Vosjod la Unión Soviética envió primero prototipos no tripulados para validar la nave. Sin embargo, al contrario de lo que había sucedido anteriormente, en esta ocasión todos ellos fracasaron.

### Cosmos 133
El primero se lanzó el 28 de noviembre de 1966 y se le asignó la denominación de Cosmos 133. Se esperaba que fuera seguido al día siguiente por el lanzamiento de otra nave y que ambas realizaran un acoplamiento automático. El lanzamiento transcurrió sin problemas, pero seis horas después la nave había agotado sus reservas de combustible y quedó girando fuera de control debido a un fallo del sistema de altitud. Incapaces de gobernarla, los técnicos de tierra optaron por cancelar el lanzamiento de la segunda Soyuz y sacar la Cosmos 133 de órbita, cosa que consiguieron tras arduos esfuerzos que se prolongaron durante dos días. Sin embargo el encendido de los motores se produjo de forma muy imprecisa y, en vez de dirigirse hacia Kazajistán, la Cosmos 133 se encaminó hacia China. La propia nave detectó el error y, en prevención de que cayera en manos de una potencia extranjera, la Cosmos 133 se autodestruyó (30 de noviembre).

### Cosmos 140A
El segundo vuelo de prueba se intentó realizar el 14 de diciembre de 1966. A la hora prevista la primera etapa se encendió, pero no los aceleradores, por lo que se abortó el lanzamiento. 27 minutos después, mientras los operarios estaban realizando las tareas de drenado del combustible, la nave creyó que estaba en una trayectoria errónea (los sistemas pensaban que el lanzamiento se había efectuado) y activó la torre de escape. La nave se alejó correctamente del área de lanzamiento, pero los gases generados por el sistema de escape produjeron la explosión del cohete y murieron varios operarios. Como era norma en la Unión Soviética, la nave que no alcanzaba la órbita no recibía nombre; actualmente se la suele denominar como Cosmos 140A.

### Cosmos 140
El tercer vuelo de prueba se efectuó el 7 de febrero de 1967 y la nave, tras el lanzamiento, recibió el nombre de Cosmos 140. Una vez en órbita experimentó parecidos problemas de control de actitud a los que afectaron a la Cosmos 133 debido a un fallo de un sensor estelar. Esto hizo que la nave consumiera excesivo combustible. A pesar de los problemas de guiado, se pudo controlar la Cosmos 140 y efectuar la maniobra de frenado para su regreso a tierra. Pero la maniobra no salió según lo esperado y la Cosmos 140 se hundió en el mar de Aral, a 500 kilómetros de su lugar previsto. Además, el módulo de reentrada se había despresurizado y se había abierto un agujero de 30 cm en el escudo térmico.

### Cosmos 154
Cabe citar el lanzamiento de una versión lunar de la Soyuz (Zond) que fue efectuado el 8 de abril de 1967 y bautizada como Cosmos 154. Debido a un fallo de la cuarta etapa no pudo abandonar la órbita terrestre, en una órbita de solo 200 km de altura. Debido al rozamiento la nave fue perdiendo altura y se quemó al reingresar en la atmósfera dos días después. Ya que los cohetes eran diferentes en las versiones lunar (Protón) y terrestre (Soyuz), el fallo de uno no comprometía la fiabilidad del otro. Sin embargo, impidió seguir efectuando pruebas con la Soyuz antes de que fuera tripulada.

## Elección de la tripulación

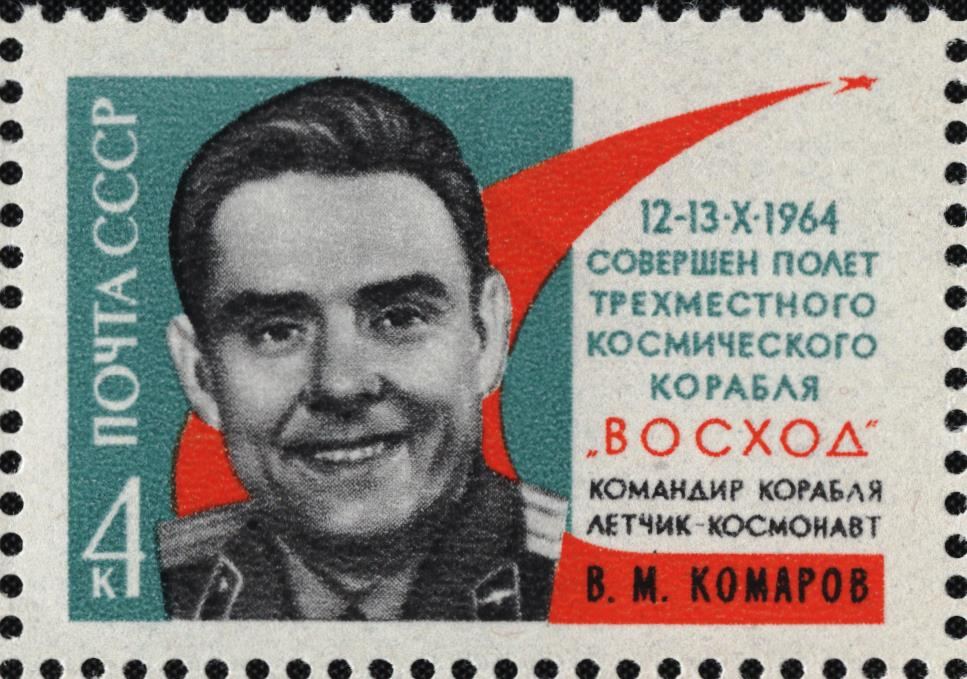
Sello postal de la URSS de 1964 homenajeando a Vladimir Komarov.

Nikolái Kamanin, jefe del cuerpo de cosmonautas de la Unión Soviética y Serguéi Koroliov, ingeniero jefe del programa Soyuz, hablaron el 20 de agosto de 1965 sobre la elección de cosmonautas. Entre otros, se propuso a Yuri Gagarin y Vladímir Komarov.
Tras la muerte de Koroliov el 14 de enero de 1966 se nombró a Vasily Pavlovich Mishin como su sustituto. Mishin propuso que se enviara a "ingenieros no válidos" de su propio grupo de trabajo (OKB-1) para las primeras misiones de la Soyuz. Esto originó una agria disputa con Kamanin, quien consideró que no había tiempo para prepararlos adecuadamente. Tras meses de disputa se optó finalmente por cosmonautas profesionales. Komarov fue escogido astronauta principal, con Gagarin como reserva.
Tanto la Vostok como la Vosjod habían pasado por vuelos de prueba con éxito antes de enviar a un ser humano a bordo. Con la Soyuz, los malos resultados de todos los vuelos automáticos hizo que se tuvieran malos presagios para la primera misión tripulada. Unas semanas antes del lanzamiento Komarov afirmó que si él no volaba «mandarán al piloto de reserva. Él [Yuri] morirá en vez de mí». A su vez Yuri Gagarin intentó desbancar a Komarov, con la convicción de que la URSS no arriesgaría la vida de un héroe nacional.

## Presiones políticas
En la planificación de la Soyuz 1 hubo intensas presiones políticas. Una actuación prudente hubiera esperado a que se efectuara al menos un vuelo de prueba con éxito antes de autorizar la presencia de cosmonautas a bordo del vehículo, tal y como se hizo con los anteriores programas Vostok y Vosjod. No obstante, las presiones políticas provenientes de Leonid Brézhnev y, especialmente, de Dimitry Ustinov hicieron que se incurriera en mayores riesgos. Ustinov llegó a decir a Komarov (que era escéptico sobre la preparación de la Soyuz) que si no accedía a pilotar el vehículo le «quitaría las estrellas del pecho y los galones de los hombros». Ante las dudas que suscitaba el programa entre los cosmonautas el director del programa Soyuz, Vasily Mishin, llegó a gritar que «¡no quiero cobardes en mis naves!».
El 14 de abril se realizó una inspección. Uno de los participantes, el coronel Kirillov, señaló que había cientos de cuestiones técnicas sin resolver en la nave y que, por ello, la Soyuz no estaba lista. Al oírlo Mishin estalló de furia y le replicó que él le enseñaría cómo hacer su trabajo. Finalmente, el 20 de abril se autorizó el despegue, que quedó fijado para el día 23.
En la elección de la fecha intervinieron también cuestiones políticas. Algunas fuentes señalan que la fecha escogida para el lanzamiento pretendía conmemorar el cumpleaños de Lenin (22 de abril), el Día del Trabajo (1 de mayo) y coincidía también con una importante reunión de líderes comunistas en Checoslovaquia.

## Objetivos de la misión
La Soyuz 1 iba a ser seguida un día después por el lanzamiento de la Soyuz 2, con tres tripulantes: Valery Fyodorovich Bykovsky, Yevgeny Vassilyevich Khrunov y Aleksei Stanislavovich Yeliseyev. Estaba previsto que las dos naves se acoplaran, con la Soyuz 1 actuando como "nave activa" y la Soyuz 2 como "nave pasiva". Tras el acoplamiento dos de los cosmonautas de la Soyuz 2 efectuarían un paseo espacial hasta la Soyuz 1 (aunque la Soyuz ya tenía capacidad de acoplamiento los astronautas aún no podían pasar directamente de una a otra). Una vez realizado el intercambio, ambas naves se separarían y volverían a Tierra.
La misión Soyuz 1 & 2 se iba a enviar apenas unos meses después del mortal accidente del Apolo 1. Los soviéticos esperaban que el nuevo éxito, tras más de dos años sin vuelos tripulados, les devolviera la supremacía en la carrera espacial.
Sin embargo, muchos responsables del programa espacial soviético temían que la distancia que estaban ganando los EE. UU. fuera irrecuperable. Hasta el momento, las naves estadounidenses ya habían efectuado maniobras de aproximación (Gemini 6 y Gemini 7, 15 de diciembre de 1965) y de acoplamiento (Gemini 8 y Agena 8, 16 de marzo de 1966). En cambio, los soviéticos no tenían experiencia ni en aproximación ni en acoplamiento.
Iba a ser, además, la primera vez en la historia en la que se acoplaban dos naves tripuladas y se producía un intercambio de tripulaciones. Dominar estos dos elementos era clave en el programa lunar soviético.

## El vuelo de la Soyuz 1

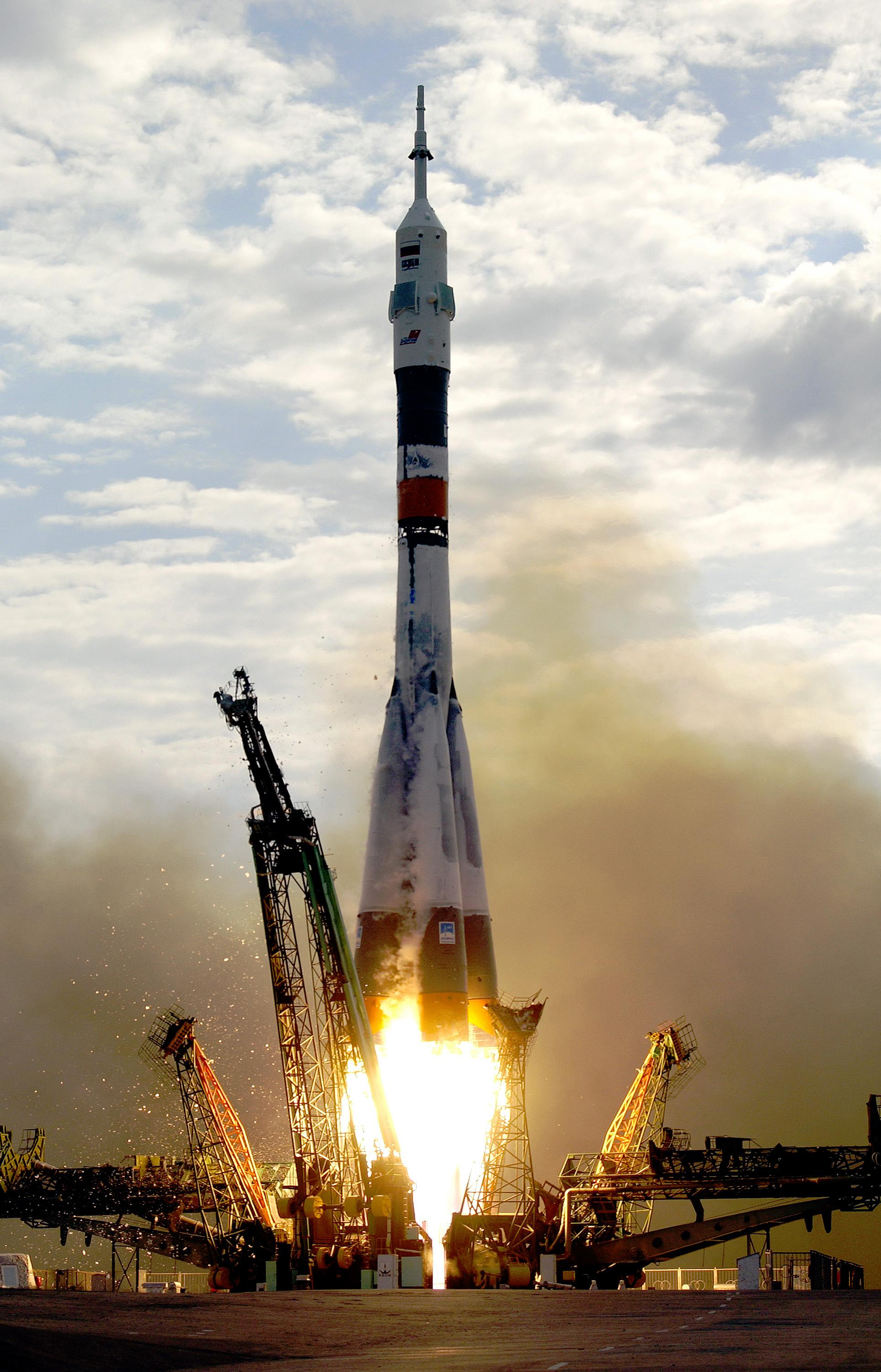
Despegue de la Soyuz TMA-2 el 26 de abril de 2003 desde Baikonur.

La Soyuz 1 despegó el 23 de abril de 1967 con el cosmonauta Vladimir Mijailovich Komarov a bordo.
El lanzamiento se efectuó a la perfección pero una vez en órbita inmediatamente comenzaron los problemas. El panel solar izquierdo no se abrió, lo que produjo una gran merma de la energía disponible para la nave. Además el sensor solar 45 K falló, imposibilitando orientar el panel derecho, por lo que la corriente proveniente de este bajó a apenas 24 Amperios, insuficiente para mantener las baterías cargadas. Además, los giróscopos y el sensor de iones también fallaron. Los fallos fueron claramente mencionados por el propio cosmonauta en sus comunicaciones con tierra. En su segunda órbita, Komarov exclamó "maldita máquina, ¡nada de lo que hago funciona!".
La Soyuz 1 salió del alcance de las estaciones de seguimiento soviéticas. Desde tierra se ordenó a Komarov que intentara dormir. Al volver a contactar con la nave, el sistema de control de estabilización automático había fallado. 
En tierra se vio rápidamente lo preocupante de la situación. La primera prioridad seguía siendo que la Soyuz 1 se estabilizara mediante el giro sobre su eje. Pero había otro problema: a pesar de todos los intentos de Komarov por orientar el único panel solar hacia el Sol, la Soyuz solo producía la mitad de la electricidad necesaria para recargar completamente la batería. Eso hacía que la batería se degradara más rápido de lo previsto, por lo que se estimó que a partir de la revolución n.º 17 se tendría que recurrir a la batería de reserva. Así pues, se determinó que la Soyuz debía volver a tierra en la 17.ª revolución.
En algún momento se pensó en lanzar la Soyuz 2 para que se acoplara a su gemela y se reparara el panel solar en un paseo espacial. No obstante, es difícil que se considerara demasiado en serio. Una fuerte lluvia impedía el lanzamiento inmediato de la Soyuz 2 y por aquel entonces estaba claro que la Soyuz 1 no debía permanecer mucho más tiempo en órbita. La opción más sensata era devolver la Soyuz 1 lo más pronto posible a tierra. Tal y como demostró la investigación posterior, de haberse lanzado la Soyuz 2 probablemente también se hubiera estrellado al volver a Tierra.
Mientras los directores de la misión se debatían en discusiones interminables, el tiempo corría en contra de la Soyuz 1. En la 14.ª revolución el jefe de balística llamó la atención de que era hora de dejar las discusiones y llevar a cabo un plan de actuación.

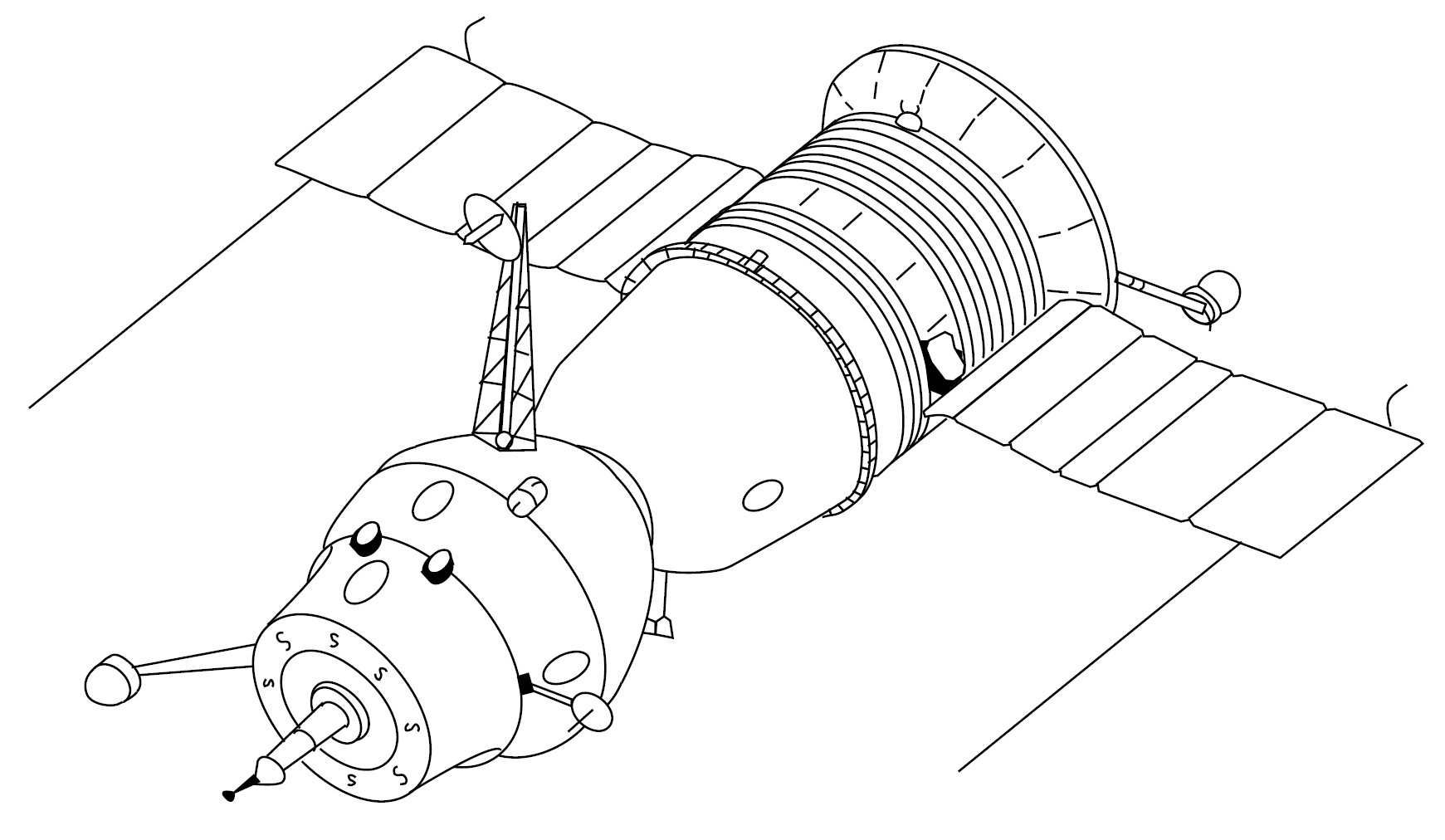
Esquema de la Soyuz versión 7K-OK (la misma que se usó en la misión Soyuz 1).

Mientras Komarov recorría su 16.ª vuelta a la Tierra Gagarin le transmitió las órdenes para su regreso. Mishin y Kamanin le desearon suerte. El primer ministro Alekséi Kosygin habló personalmente con Komarov. Después se llevó a la esposa de éste, Valentina, a hablar con él en una consola privada. Komarov, que se mantenía en calma, se despidió de su esposa.
El primer intento de salir de órbita se efectuó con los sistemas automáticos en la 17.ª órbita. La maniobra se efectuó fuera del alcance de las estaciones terrestres. Pero, cuando la Soyuz 1 entró en el radio de alcance de éstas, comprobaron que la maniobra no se había efectuado porque la nave seguía en la misma órbita que antes. Komarov se puso en contacto con tierra y explicó que, aunque inicialmente los sensores de orientación iónicos funcionaron bien y el vehículo se estabilizó, cerca del Ecuador la cápsula volvió a perder el control, por lo que no se pudieron encender los motores.
Los controladores se vieron urgidos a preparar un nuevo plan, pero la Soyuz salió fuera de cobertura y se tuvo que esperar otra vuelta a la Tierra para poder enviar a Komarov las instrucciones. El intento de regreso se efectuaría en la revolución nº19. La idea era que Komarov orientara la nave manualmente mientras ésta permaneciera en el lado diurno de la Tierra. Al pasar al lado nocturno usaría unos giroscopios para mantener la orientación y finalmente, al volver al lado diurno, orientaría manualmente otra vez. Mientras tanto, se estimó que la batería principal aguantaría una o dos órbitas más, mientras que la de reserva lo haría tres. Komarov no había sido entrenado para realizar una maniobra así, pero se consideraba que estaba preparado para llevarla a buen término.
Komarov intentó llevar a cabo el plan. Debido a que la maniobra de frenado debía efectuarse en el lado nocturno de la Tierra, el cosmonauta no pudo utilizar el visor. En su lugar, Komarov empleó el periscopio y usó la Luna para orientarse (tal y como harían los astronautas del Apolo 13 años después). Para estabilizar la cápsula le produjo un giro sobre sí misma (como el de una peonza). El frenado inició correctamente pero, cuando se llevaban 146 de los 150 segundos previstos, se agotó el combustible usado para controlar la cápsula. Sin orientación, el sistema de navegación ordenó el apagado de los motores. La maniobra había sido un éxito relativo: la Soyuz 1 volvía a Tierra aunque, sin combustible para orientarse, efectuaría la reentrada en modo balístico (lo que conlleva una elevada desaceleración).
Además, al efectuarse la reentrada en modo balístico, hubo que volver a desplegar un dispositivo de rescate, ya que el inicial esperaba en Orenburg mientras que la nueva previsión indicaba que la Soyuz 1 aterrizaría en Orsk.
Parte del compartimiento de los paracaídas, expuesto al calor generado, se fundió. Al término de la maniobra se abrió el paracaídas guía. Sin embargo, debido a un fallo de diseño, éste no ejerció suficiente fuerza para arrastrar al paracaídas principal. Komarov intentó abrir el de reserva, pero éste se enredó sobre el paracaídas guía. Sin posibilidad de frenar, la Soyuz 1 se estrelló a unos 200 km/h, matando a su único ocupante y quedando completamente destrozada.

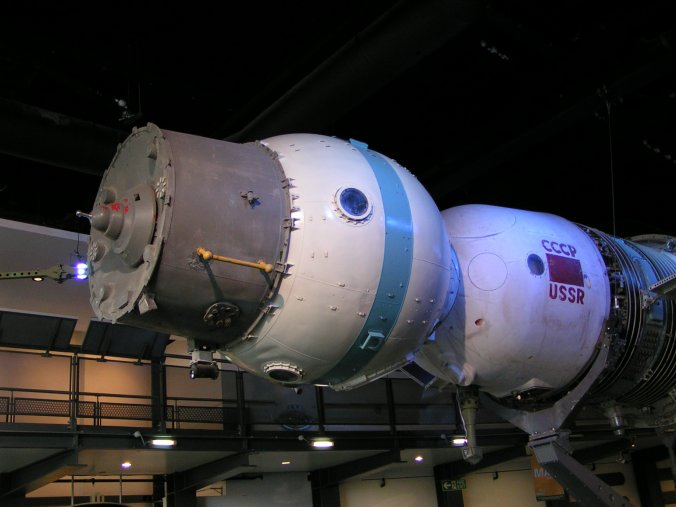
Soyuz versión 7K-OK exhibida el National Space Centre, Leicester, Reino Unido.

El equipo de rescate que había partido de Orsk vio a la cápsula desde el aire. Estaba ya en el suelo, yaciendo de medio lado. Poco después, debido al impacto, se encendieron los retrocohetes, lo cual alarmó a los especialistas, pues los retrocohetes deberían haberse activado antes de tocar el suelo para frenar a la nave. Los retrocohetes prendieron fuego a la cápsula y, para cuando por fin llegaron hasta ella, ésta no era más que un amasijo humeante.
El equipo de rescate no tenía bengalas de colores que indicaran que el cosmonauta estaba muerto, así que usaron unas que querían decir que el cosmonauta requería ayuda médica urgente, lo cual aumentó aún más el caos informativo que se estaba viviendo.
El fuego y el mal estado de la cápsula hicieron que los restos de Komarov no fueran encontrados hasta una hora más tarde. Se efectuó una rápida autopsia de su cuerpo, que fue incinerado y llevado al Kremlin para un funeral de estado. Supuestamente un grupo de Jóvenes Pioneros encontró después restos de Komarov en el lugar del accidente y le dieron un segundo lugar de entierro.
Algunos medios occidentales captaron las transmisiones de la Soyuz 1. Esos mensajes interceptados han sido objeto de diversas especulaciones. Según algunos Komarov lanzó agrias críticas al programa aunque según James Oberg estos informes resultaron de la mala interpretación de la señal –plagada de ruido– y un pobre conocimiento del ruso. También se especula con la posibilidad de que poco antes de la reentrada los controladores del vuelo prometieran a Komarov un funeral de estado en el Kremlin.

## El accidente según los medios soviéticos
Al cabo de poco tiempo de haberse lanzado la misión los medios de comunicación soviéticos anunciaron el éxito del despegue. Sin embargo, en cuanto comenzaron los problemas técnicos, enmudecieron.
Unas siete horas después de que la Soyuz 1 se estrellara, la Unión Soviética anunció el trágico final. Sin embargo solo se mencionó el fallo del paracaídas como causa del accidente, sin comentar la larga secuencia de problemas técnicos que venía arrastrando tanto la nave como el programa Soyuz.
Hasta aquel momento la Unión Soviética, salvo reconocer implícitamente fallos en algunas sondas, solo había hablado de éxitos en su programa espacial. Aquel fue el primer fracaso reconocido de forma explícita.
Komarov fue enterrado en el Kremlin el 26 de abril en un funeral multitudinario.

## Causas del accidente

### Causas directas
Las causas directas del accidente, tal y como mostró la comisión encargada a tal fin (20 de mayo de 1967), fueron:
1. El paracaídas principal no se abrió debido a que el paracaídas guía no ejerció suficiente fuerza.
2. Jamás se comprobó que el paracaídas guía y el de reserva no interfirieran entre sí.

Otra fuente asegura que fue el giro inducido a la cápsula para estabilizarla lo que impidió que se abriera el paracaídas.
Finalmente, Boris Chertok, uno de los jefes de la oficina de diseño OKB-1, especuló que el contenedor del paracaídas podría haberse contaminado con un polímero que actuara a modo de pegamento aunque otros líderes del proyecto, como Konstantin Feoktistov, no consideraban creíble esta hipótesis.

### Causas indirectas
Otras circunstancias que afectaron al programa Soyuz y que se pueden considerar causas indirectas del accidente:
1. Fallo de todos los vuelos de prueba anteriores.
2. El Politburó prefería éxitos con los que adornar fechas señaladas a una planificación a largo plazo. Eso había funcionado bien desde el Sputnik 1, pero se hizo paulatinamente más difícil conforme la carrera espacial se iba complicando.
3. La muerte de Koroliov y su sustitución por Mishin, que fue muy criticado por Kamanin y los propios cosmonautas.
4. No se efectuaron pruebas de naves completas en tierra. En su lugar se optó por enviar los primeros prototipos al espacio.
5. La no apertura de uno de los paneles solares.
6. La preferencia por usar sistemas de vuelo automáticos en vez de permitir a los cosmonautas tomar el mando de la nave.

## Consecuencias del accidente
Los soviéticos, que intentaban conseguir un nuevo éxito para su programa espacial que contrastara con el accidente del Apolo 1 se vieron envueltos en un fallo similar. 
La Soyuz tuvo que pasar una revisión de 18 meses antes de ser declarada apta para el vuelo tripulado. Antes de poder hacerlo se efectuaron con éxito diversos vuelos de prueba. La siguiente misión tripulada, Soyuz 3 no voló hasta el 26 de octubre de 1968. A las Soyuz 4 y Soyuz 5 (lanzamiento 19 de enero de 1969) les fueron asignadas la misión originalmente prevista para las 1 y 2.
Para entonces la carrera a la Luna ya estaba prácticamente perdida para la Unión Soviética. A los problemas del programa Soyuz había que sumarle los de su versión lunar (Zond) y los de los cohetes que debían llevar las naves hasta la Luna (Protón para el sobrevuelo y N-1 para el alunizaje).